# آندژی زائورسکی
آندژی زائورسکی (لهستانی: Andrzej Zaorski؛ ‏ ۱۷ دسامبر ۱۹۴۲ – ۳۱ اکتبر ۲۰۲۱) بازیگر اهل لهستان بود.
از فیلم‌ها یا برنامه‌های تلویزیونی که وی در آن نقش داشته‌است، می‌توان به قمار فوتبال، پنج، ازدواج مصلحتی، شب ژنرال‌ها، قماری بالاتر از زندگی و حوزه استحفاظی ۱۳ اشاره کرد.